# 인화점

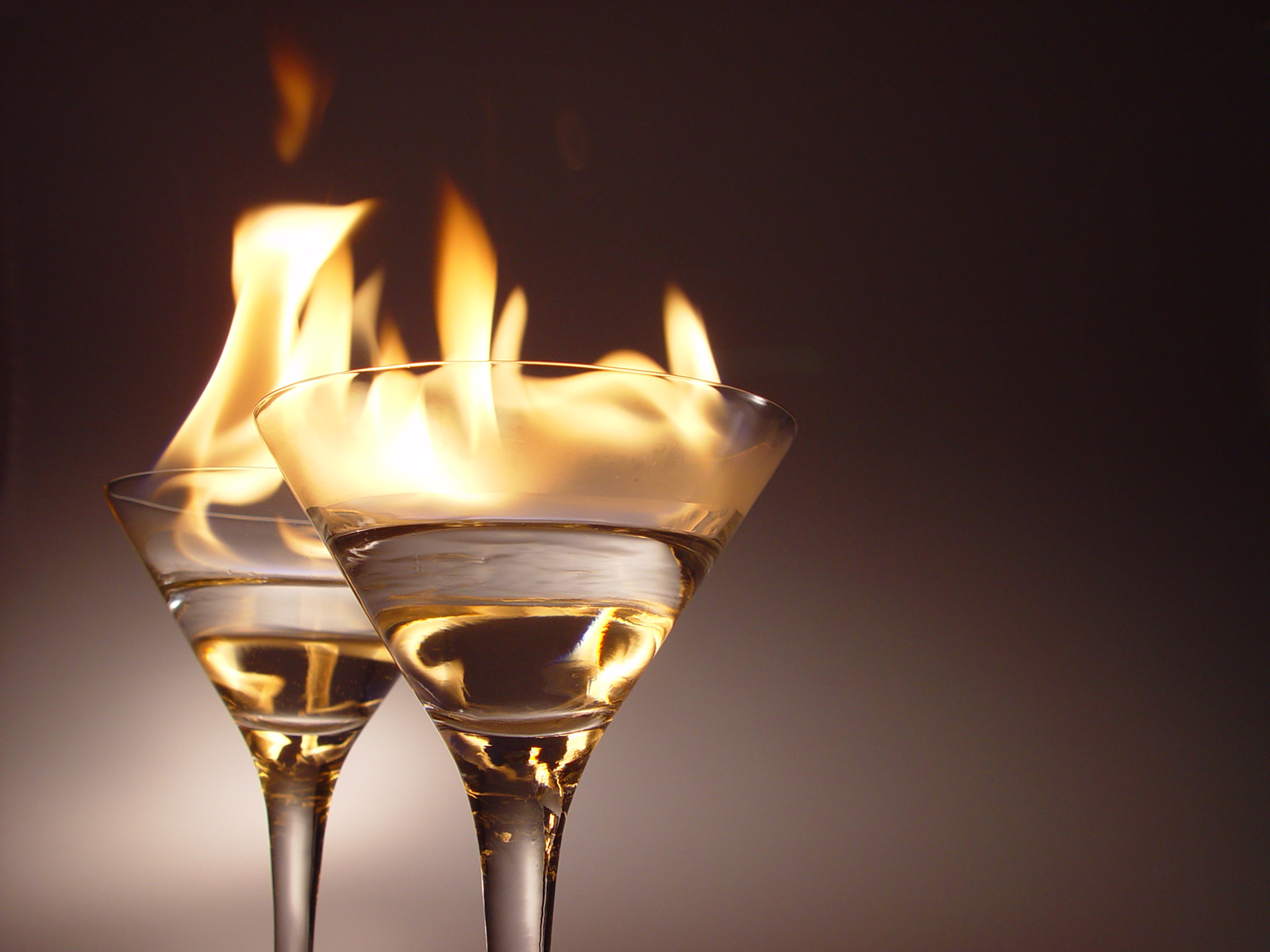
불타는 칵테일

휘발 물질의 인화점(引火點, 영어: flash point 플래시 포인트[*])은 공기에 가연성 물질을 만들어내어 인화할 수 있게 하는 가장 낮은 온도를 가리킨다. 인화 온도라고도 한다.
더 높은 온도를 가리키는 발화점은 인화 후에 증기가 계속 타오르는 온도로 정의된다. 또, 인화점은 인화원이 필요 없는 자연발화온도와는 다르다.

## 예
| 연료               | 인화점                  | 자연발화온도       |
| ------------------ | ----------------------- | ------------------ |
| 에탄올 (70%)       | 16.6 °C (61.88 °F)      | 363 °C (685.40 °F) |
| 가솔린 (석유)      | -43 °C (-45 °F)         | 246 °C (495 °F)    |
| 경유               | >52 °C (126 °F)         | 210 °C (410 °F)    |
| 항공유             | >60 °C (140 °F)         | 210 °C (410 °F)    |
| 등유 (파라핀 기름) | >37°–65 °C (99°–149 °F) | 220 °C (428 °F)    |
| 식물성 기름        | 327 °C (620 °F)         |                    |
| 바이오디젤         | >130 °C (266 °F)        |                    |

## 같이 보기
- 연소열